# لورنزو دی لیویو
لورنزو دی لیویو (انگلیسی: Lorenzo Di Livio؛ زادهٔ ۱۱ ژانویهٔ ۱۹۹۷) بازیکن فوتبال اهل ایتالیا است.
از باشگاه‌هایی که در آن بازی کرده‌است می‌توان به باشگاه فوتبال رجینا، باشگاه فوتبال آ.اس. رم، و باشگاه فوتبال روبور سیه‌نا اشاره کرد.